# Adeel Akhtar
Adeel Akhtar (* 18. September 1980 in London, England) ist ein britischer Schauspieler, bekannt hauptsächlich durch seine Rolle als Extremist in Four Lions (2010) und als Geek in Utopia (2013–2014).

## Leben
Adeel Akhtar studierte Schauspiel an dem Actors Studio in New York, nachdem er bereits ein Studium der Rechtswissenschaften erfolgreich abgeschlossen hatte. Seit 2008 ist er in verschiedenen Rollen im internationalen Kino und auf der Theaterbühne zu sehen gewesen.

## Filmografie
- 2002: Let’s Roll: The Story of Flight 93 (Dokumentarfilm)
- 2006: Criminal Intent – Verbrechen im Visier (Law & Order: Criminal Intent, Fernsehserie, eine Episode)
- 2006: Conviction (Fernsehserie, eine Episode)
- 2008: Traitor
- 2010: Four Lions
- 2010: Side by Side (Kurzfilm)
- 2010: Stranger Things
- 2010: Angelos Epithemiou’s Moving On (Fernsehserie, 5 Episoden)
- 2011: Comedy Showcase (Fernsehserie, eine Episode)
- 2011, 2013: Coming Up (Fernsehserie, 2 Episoden)
- 2012: Der Diktator (The Dictator)
- 2013: Jadoo
- 2013: The Cost of Living (Kurzfilm)
- 2013: Convenience
- 2013: Keeping Up with the Joneses (Kurzfilm)
- 2013: The Tunnel – Mord kennt keine Grenzen (Tunnel, Fernsehserie, eine Episode)
- 2013: Trollied (Fernsehserie, 13 Episoden)
- 2013–2014: Utopia (Fernsehserie, 11 Episoden)
- 2013–2014: The Job Lot – Das Jobcenter (The Job Lot, Fernsehserie, 9 Episoden)
- 2014: War Book
- 2015: Pan
- 2015: River (Miniserie, 6 Episoden)
- 2015: Wir sind alle Millionäre (Miniserie, 3 Episoden)
- 2016: The Big Return of Ray Lamere (Kurzfilm)
- 2016: The Night Manager (Miniserie, 5 Episoden)
- 2016: Murdered by My Father (Fernsehfilm)
- 2016: Flowers (Fernsehserie, eine Episode)
- 2016: The Circuit (Fernsehfilm)
- 2016: The Last Dragonslayer (Fernsehfilm)
- 2017: The Big Sick
- 2017: Apple Tree Yard (Miniserie, 2 Episoden)
- 2017: Unforgotten (Fernsehserie, 6 Episoden)
- 2017: The Show
- 2017: Hampstead Park – Aussicht auf Liebe (Hampstead)
- 2017: Victoria & Abdul (Victoria and Abdul)
- 2017–2018: Ghosted (Fernsehserie, 16 Episoden)
- 2018: Fairy Job (Miniserie, 3 Episoden)
- 2018: Counterpart (Fernsehserie, 2 Episoden)
- 2018: Swimming with Men
- 2018: The Therapist (Kurzfilm)
- 2018–2019: Les Misérables (Miniserie, 6 Episoden)
- 2019: Back to Life (Fernsehserie, 5 Episoden)
- 2019–2022: Killing Eve (Fernsehserie, 6 Episoden)
- 2019: Murder Mystery
- 2020: The Nest – Alles zu haben ist nie genug (The Nest)
- 2020: Enola Holmes
- 2021–2024: Sweet Tooth (Fernsehserie, 23 Episoden)
- 2021: Ali & Ava
- 2021: Everybody’s Talking About Jamie
- 2021: Rote Robin (Robin Robin, Kurzfilm, Sprechrolle)
- 2021: Die wundersame Welt des Louis Wain (The Electrical Life of Louis Wain)
- 2022: Save the Cinema
- 2022: Enola Holmes 2
- 2023: Murder Mystery 2
- 2024: In ewiger Schuld (Fool Me Once) (Fernsehserie)
- 2024: Black Doves (Fernsehserie)

## Theater
Zwischen 2008 und 2012 war Akhtar in verschiedenen Rollen klassischer Theaterstücke auf verschiedenen Bühnen zu sehen:
- 2008: The Colonel
- 2008: In My Name as Zaeem
- 2009: Sturmhöhe
- 2011–2012: Hamlet

## Auszeichnungen
British Independent Film Award
- 2021: Auszeichnung als Bester Hauptdarsteller (Ali & Ava)